# Луис Мария де Урибе
Луис Мария де Урибе Ечевария (на испански: Luis María de Uribe Echevarría) (17 октомври 1906 – 18 ноември 1994) е бивш испански футболист, нападател на Реал Мадрид и Атлетик Билбао, известен още като Волея. 
Баща на известния футболист Игнасио Урибе.

## Биография
На 18-годишна възраст Урибе започва да учи медицина в Мадрид. Там започва да играе за местните Химнастика де Мадрид и Реал Мадрид. Дебютът му с кралския клуб в Примера е на 16 юни 1929 г. при победата с 2:0 над Аренас Клуб де Гечо. Това остава и единствения му мач за белия балет за първенство, но за Купата и на регионално ниво вкарва 60 гола в 57 мача.
За Купата на Испания има изиграни 37 мача в които вкарва 31 гола, а в Първа дивизия 24 мача и 14 гола. Общо в кариерата за първенство е изиграл 61 мача в които вкарва 45 гола.

## Успехи
ФК Мадрид
- Регионален шампионат Център/Трофей Манкомунадо:
  -  Шампион (2): 1926/27, 1928/29

Атлетик (Билбао)
- Ла Лига:
- Шампион (2): 1930/31, 1933/34
  -  Вицешампион (2): 1931/32, 1932/33
- Купа на Президента на Републиката:
  -  Носител (3): 1931, 1932, 1933
- Кампионато дел Норте:
  -  Шампион (4): 1930/31, 1931/32, 1932/33, 1933/34
  -  Вицешампион (1): 1929/30